# الشاطئ الرملي (هاواي)

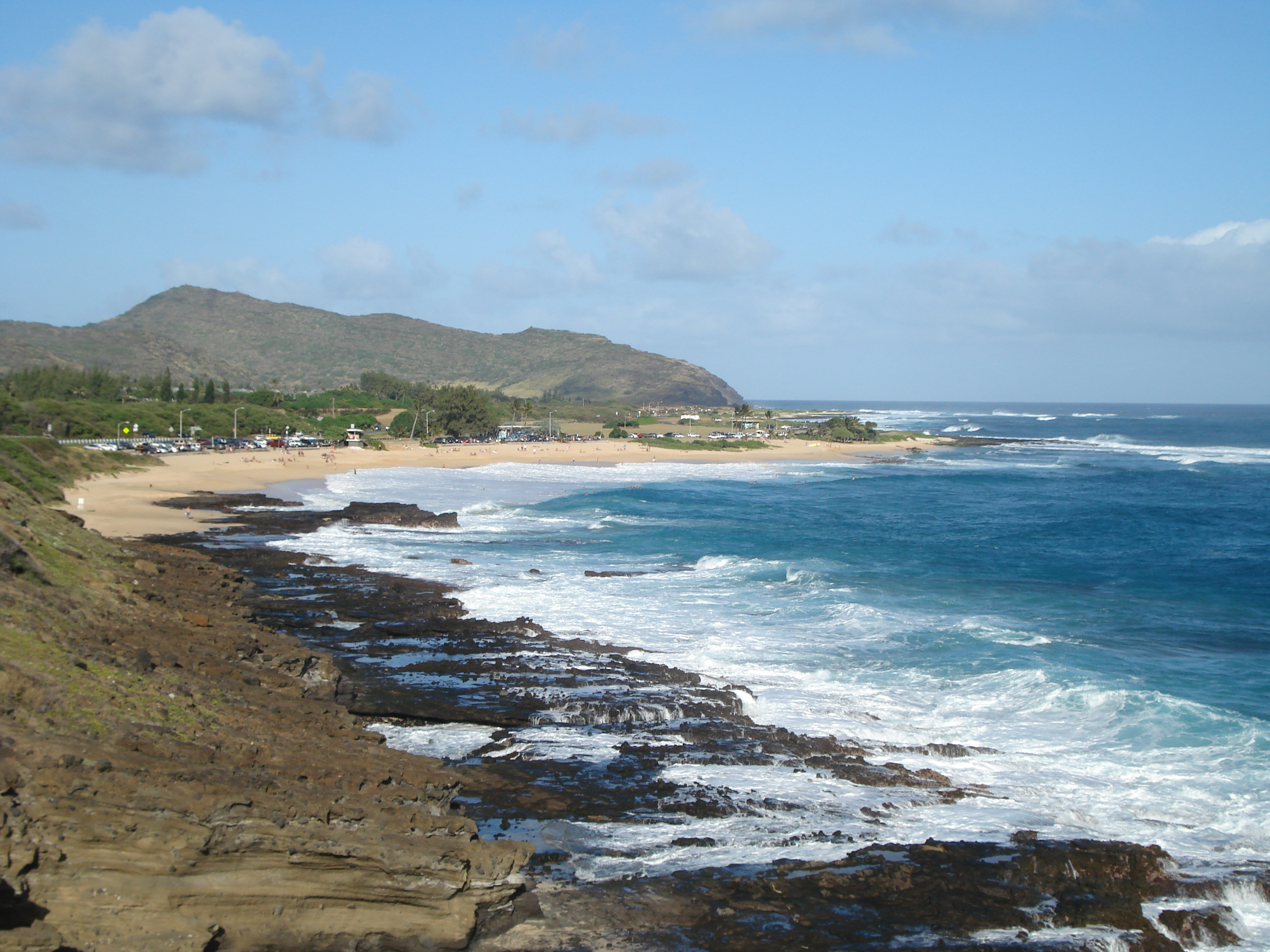
صورة للشاطئ الرملي بهاواي

الشاطئ الرملي هو اسم أحد شواطئ جزر هاواي الذي يقع على الجانب الجنوبي من أواهايو في هاواي، (الموقع 21 ° 17'5 "N 157 ° 40'20" W).
للشاطئ سمعة سيئة من الناحية السياحية فهو غير منصوح به لعشاف السباحة والمتجعات السياحية، نظرا لصعوبة الأ، حوال والأجواء الطبيعية مما يؤدي إلى ارتفاع عدد الإصابات سنويا في الشاطئ مقارنة مع أي شاطئ آخر في هاواي. مما اكسبها لقب سيئة السمعة شاطئ (break-neck «كاسر الرقبة»)،
 بسبب وجود التيارات المائية القوية والرياح.
في أكتوبر عام 2014، اقترح ستانلي تشانغ عضو مجلس مدينة هونولولو تغيير اسم الشاطئ الرملي إلى اسم «الشاطئ الرملي الرئيس باراك أوباكا» ألكن مشروع إعادة التسمية تم إسقاطه بسبب معارضة قوية من السكان.